# Eogystia kaszabi
Eogystia kaszabi is een vlinder uit de familie van de Houtboorders (Cossidae). De wetenschappelijke naam van de soort is voor het eerst gepubliceerd in 1965 door Franz Daniel.
De soort komt voor in Zuid-Mongolië en China (Shaanxi, Ningxia, Binnen-Mongolië).